# جيري ريد (لاعب كرة قاعدة)
جيري ريد (بالإنجليزية: Jerry Reed) هو لاعب كرة قاعدة أمريكي، ولد في 8 أكتوبر 1955 في برايسون سيتي في الولايات المتحدة.

## وصلات خارجية
- جيري ريد على موقع دوري كرة القاعدة الرئيسي (الإنجليزية)
- جيري ريد على موقعبيزبول رفرنس.كوم (الدوري الرئيسي) (الإنجليزية)
- جيري ريد على موقعبيزبول رفرنس.كوم (الدوري الثانوي) (الإنجليزية)